# Demonax ventralis
Demonax ventralis là một loài bọ cánh cứng trong họ Cerambycidae.